# Aire urbaine de Sélestat
L'aire urbaine de Sélestat est une aire urbaine française centrée sur la ville de Sélestat.

## Caractéristiques
D'après la définition qu'en donne l'INSEE, l'aire urbaine de Sélestat est composée de 1 commune, située dans le Bas-Rhin. Ses 17 179 habitants font d'elle la 286e aire urbaine de France.
Une seule commune de l'aire urbaine est un pôle urbain.
Le tableau suivant détaille la répartition de l'aire urbaine sur le département (les pourcentages s'entendent en proportion du département) :
| Département | Communes | Communes (%) | Superficie (km2) | Superficie (%) | Population (1999) | Population (%) |
| ----------- | -------- | ------------ | ---------------- | -------------- | ----------------- | -------------- |
| Bas-Rhin    | 1        | 0,2          | 44,40            | 0,9            | 17 179            | 1,7            |

L'aire urbaine de Sélestat est rattachée à l'espace urbain Est.

## Communes
Voici la liste des communes françaises de l'aire urbaine de Sélestat.
| Code INSEE | Commune  | Type        | Département | Superficie (km2) | Population (1999) | Densité (hab./km2) |
| ---------- | -------- | ----------- | ----------- | ---------------- | ----------------- | ------------------ |
| 67462      | Sélestat | Pôle urbain | Bas-Rhin    | +0044,4          | +00017 179,       | +00386,91          |
|            | Total    |             |             | +0044,4          | +00017 179,       | +00386,91          |